# های از هوپ
های از هوپ (به انگلیسی: High as Hope) چهارمین آلبوم استودیویی توسط گروه موسیقی ایندی راک بریتانیایی فلورنس اند د مشین است. این آلبوم در ۲۹ ژوئن ۲۰۱۸، توسط ریپابلیک و ویرجین ای‌ام‌آی رکوردز منتشر شد. آلبوم پیش از انتشار با تک‌آهنگ‌های «آسمان پر از ترانه» و «گرسنگی» معرفی شد. «پاتریشیا» به عنوان سومین و آخرین تک آهنگ در ۱۰ اوت ۲۰۱۸ منتشر شد.
تهیه کنندگی این آلبوم توسط خود فلورنس ولچ، به همراه امیلی هینی انجام شده‌است. به دنباله انتشار چه بزرگ، چه آبی، چه زیبا (۲۰۱۵)، های از هوپ دارای تولیدات مینیمالیستی، محروم و مضامین دل درد، خانواده و یافتن آرامش در تنهایی است. پس از انتشار، منتقدان موسیقی تحول آوازی و اشعار شخصی ولچ را ستوده‌اند.

## پیش زمینه و ضبط
در ۱۸ آوریل ۲۰۱۷، ناتان ویلت، رهبر گروه کلد وار کیدز در مصاحبه ای اشاره کرد که چهارمین آلبوم گروه با بیان اینکه وی با ولچ همکاری داشته‌است در دست ساخت است. این خبر توسط خود ولچ در ۲۷ مه ۲۰۱۷، در مصاحبه ای با دیلی تلگراف تأیید شد. در ۲۸ فوریه ۲۰۱۸، کریستوفر هایدن، درامر گروه، از طریق اینستاگرام اعلام کرد که از گروه جدا شده‌است. در مارس ۲۰۱۸، وبگاه هلندی ریکورد استور دی فاش کرد که آهنگ جدید این گروه در ۲۱ آوریل ۲۰۱۸ با عنوان «آسمان پر از ترانه» منتشر خواهد شد. بعداً این فهرست از وبگاه حذف شد. این تک آهنگ در ۱۲ آوریل ۲۰۱۸ منتشر شد. این ترانه با یک ویدئو همراه بود که توسط ای‌جی روجاز کارگردانی شده‌است. در ۶ آوریل ۲۰۱۸، بی‌بی‌سی اعلام کرد که این گروه عنوان آخر هفته بزرگ رادیو بی‌بی‌سی ۱ در ۲۶ مه ۲۰۱۸، جایی که انتظار می‌رود گروه کار جدیدی را آغاز کنند، عنوان خواهد کرد. این گروه قرار است برنامه‌هایی که در طول سال ۲۰۱۸ برنامه‌ریزی شده‌اند را در سراسر جهان به اجرای بپردازند.
فلورانس ولچ در مورد عنوان و موضوعات بررسی شده در آلبوم در مصاحبه با یونیورسال میوزیک گفت: «در این ضبط موسیقی تنهایی، مسائل، درد و چیزهایی که من با آنها دست و پنجه نرم کردم وجود دارد، اما احساس غالب این است که من به آنها امید دارم و این همان چیزی است که من را به این عنوان رسانده‌است؛ من می‌خواستم عنوان آلبوم را پایان عشق بنامم، که در واقع آن را یک چیز مثبت دیدم، زیرا این پایان یک نوع عشق محتاج بود، این پایان در مورد عشقی که ناشی از کمبود، در مورد عشقی است بزرگتر و گسترده‌تر است که توضیح آن بسیار زیاد است. ممکن است کمی منفی به نظر برسد اما من واقعاً اینطور فکر نمی‌کردم.» ولچ برای اولین بار در ترانه‌شناسی خود یک تهیه‌کننده معتبر است، زیرا تصمیم گرفت مسئولیت ساخت موسیقی را تنها شش ماه صرف دموی بر عهده بگیرد.
اشعار ولچ با خواستن و عشق روبرو است، وی توصیف می‌کند «خدای بزرگ به‌طور واضح، یک سوراخ غیرقابل پر کردن در روح است، اما عمدتاً در مورد کسی است که به اشعار من پاسخ نمی‌دهد.» آلبوم در مورد موضوعات صمیمی بحث شده‌است، مانند «گرسنگی» که به یک اختلال خوردن در سالهای نوجوانی خواننده اشاره دارد، و «پایان عشق» که به خودکشی مادربزرگش می‌پردازد، در «فقط اگر برای یک شب» به موضوعی که قبلاً در آن کاوش کرده‌است، می‌پردازد. ولچ همچنین «پاتریشیا» را در تقدیم به الگوی خودش، پتی اسمیت خلق کرد.
عنوان آلبوم از شعری گرفته شده‌است که ولچ پس از سرگردانی در شهر نیویورک با یکی از دوستانش نوشته‌است:«سرشار از پرستش بت‌پرستی/برج‌های آب/آتش فرار می‌کند و همیشه در حال رسیدن است/های از هوپ»
ایزابلا سامرز عضو بلند مدت گروه موسیقی، در این آلبوم برنامه ای اجرا نکرد و اعتباری از آهنگسازی یا ساخت ترانه‌ها را نداشت.

## پذیرش انتقادی
| بررسی جمعی          | بررسی جمعی |
| منبع                | رتبه‌بندی   |
| ------------------- | ---------- |
| متاکریتیک           | 75/100     |
| بررسی انتقادی       |            |
| منبع                | رتبه‌بندی   |
| AllMusic            | [ ۱۴ ]     |
| The A.V. Club       | B          |
| The Daily Telegraph | [ ۱۶ ]     |
| The Guardian        | [ ۱۷ ]     |
| The Independent     | [ ۱۸ ]     |
| NME                 | [ ۱۹ ]     |
| Pitchfork           | 5.7/10     |
| Q                   | [ ۲۱ ]     |
| Rolling Stone       | [ ۲۲ ]     |
| The Times           | [ ۲۳ ]     |

 از آنجا که های از هوپ هنگام انتشار از طرف منتقدان موسیقی مورد انتقادات مثبت قرار گرفت ، منتقدان از آوازهای ولچ، مضامین او و تولید مینیمالیستی ستایش کردند. در متاکریتیک، که رتبه‌بندی نرمال از ۱۰۰ را به بررسی از انتشارات جریان اصلی اختصاص می‌دهد، آلبوم با بررسی ۲۹ منتقد، میانگین نمره ۷۵ را دریافت کرد که نشان می‌دهد «بررسی‌های معمول مطلوب» است. نیل مک کورمیک که برای روزنامه دیلی تلگراف، یک نمره عالی به آلبوم داد و اظهار داشت که «آواز خواندن ولچ فوق‌العاده است» رویزین اوکانر از ایندیپندنت با تمجید از چندین ترانه، امتیاز چهار ستاره را از پنج ستاره به این اثر اعطا کرد.

## عملکرد تجاری
های از هوپ با فروش ۴۰٬۳۰۴ نسخه در هفته اول، به رتبه دوم جدول آلبوم‌های بریتانیا حضور یافت. در ایالات متحده، این آلبوم با ۸۴٬۰۰۰واحد معادل آلبوم، از جمله ۷۴٬۰۰۰فروش آلبوم خالص، در رتبه دوم بیلبورد ۲۰۰ قرار گرفت و تبدیل به و سومین آلبوم برتر فلورنس در آمریکا در ۱۰ آلبوم برتر شد. آلبوم توسط عقرب از دریک، نتوانست در جایگاه اول هر دو کشور قرار بگیرد. های از هوپ در ایالات متحده تا ۲۵ اوت ۲۰۱۸ ۱۰۰٬۸۰۰نسخه فروخته‌است و تا ۱۹ سپتامبر ۲۰۱۸ در انگلیس ۸۰٬۷۰۰ نسخه فروخته‌است.

## فهرست قطعه
| شماره      | نام                     | مدت   |
| ---------- | ----------------------- | ----- |
| ۱.         | «ژوئن»                  | ۳:۴۱  |
| ۲.         | «گرسنگی»                | ۳:۳۴  |
| ۳.         | «لندن جنوبی برای همیشه» | ۴:۲۲  |
| ۴.         | «خدای بزرگ»             | ۴:۰۱  |
| ۵.         | «آسمان پر از ترانه»     | ۳:۴۶  |
| ۶.         | «رحمت»                  | ۴:۴۸  |
| ۷.         | «پاتریشیا»              | ۳:۳۷  |
| ۸.         | «۱۰۰ سال»               | ۴:۵۸  |
| ۹.         | «پایان عشق»             | ۴:۴۱  |
| ۱۰.        | «هیچ گروه کری»          | ۲:۲۹  |
| مجموع مدت: | مجموع مدت:              | ۳۹:۵۷ |

## جدول‌ها
| جدول (۲۰۱۸)                                    | اوج موقعیت |
| ---------------------------------------------- | ---------- |
| آلبوم‌های استرالیایی (ای‌آرآی‌ای)                 | 2          |
| آلبوم‌های اتریشی (آلبوم‌های او۳)                 | 3          |
| آلبوم‌های بلژیکی (اولتراتاپ فلاندرز)            | 1          |
| آلبوم‌های بلژیکی (اولتراتاپ والونیا)            | 6          |
| آلبوم‌های کانادایی (بیلبورد)                    | 2          |
| آلبوم‌های چک (سی‌ان‌اس آی‌اف‌پی‌آی)                  | 26         |
| آلبوم‌های هلندی (جدول‌های هلند)                  | 6          |
| آلبوم‌های فنلاندی (جدول رسمی فنلاند)            | 16         |
| آلبوم‌های فرانسوی (اس‌ان‌ئی‌پی)                    | 19         |
| آلبوم‌های آلمانی (۱۰۰ آلبوم برتر رسمی)          | 5          |
| آلبوم‌های یونانی (IFPI)                         | ۱۷         |
| آلبوم‌های مجارستانی (ماهاز)                     | 24         |
| آلبوم‌های ایرلندی (انجمن صنعت ضبط ایرلند)       | 2          |
| آلبوم‌های ایتالیایی (فیمی)                      | 6          |
| آلبوم‌های نیوزیلندی (آرام‌ان‌زد)                  | 2          |
| آلبوم‌های نروژی (وی‌جی-لیستا)                    | 5          |
| آلبوم‌های لهستانی (زدپی‌ای‌وی)                    | 3          |
| آلبوم‌های پرتغالی (ای‌اف‌پی)                      | 5          |
| آلبوم‌های اسکاتلندی (شرکت جدول‌های رسمی)         | 1          |
| آلبوم‌های جهانی کره جنوبی (Gaon)                | ۴          |
| آلبوم‌های اسپانیایی (پروموزیکای)                | 4          |
| آلبوم‌های سوئدی (برترین‌های سوئد)                | 9          |
| آلبوم‌های سوئیسی (جدول موسیقی سوئیس)            | 2          |
| آلبوم‌های بریتانیا (شرکت جدول‌های رسمی)          | 2          |
| بیلبورد ۲۰۰ ایالات متحده                       | 2          |
| آلبوم‌های آلترنیتیو برتر ایالات متحده (بیلبورد) | 1          |
| آلبوم‌های راک برتر ایالات متحده (بیلبورد)       | 1          |

| جدول (۲۰۱۸)                                | موقعیت |
| ------------------------------------------ | ------ |
| آلبوم‌های استرالیایی (ARIA)                 | ۷۹     |
| آلبوم‌های بلژیکی (Ultratop Flanders)        | ۳۱     |
| آلبوم‌های بلژیکی (اولتراتپ)                 | ۱۸۹    |
| UK Albumsآلبوم‌های بریتانیا (OCC)           | ۵۶     |
| آلبوم‌های برتر راک ایالات متحده (Billboard) | ۵۳     |

| جدول (۲۰۱۹)                | موقعیت |
| -------------------------- | ------ |
| آلبوم‌های بلژیکی (اولتراتپ) | ۱۸۷    |

## یادداشت
1. ↑  به جز آهنگ‌های ۵ و ۱۰
2. ↑  ضبط اضافی در آهنگ‌های ۲ و ۹
3. ↑  ضبط اضافی در آهنگ‌های ۲ و ۵
4. ↑  ضبط اضافی در آهنگ‌های ۲، ۴ و ۵
5. ↑  ضبط اضافی در آهنگ‌های ۳، ۴ و ۸
6. ↑  ضبط اضافی در آهنگ ۷
7. ↑  ارکستر